# 타카하시 아유오
타카하시 아유오(高橋 鮎生, たかはし あゆお、Ayuo, 1960년 10월 19일 -)는 일본의 작곡가, 기타리스트 부주키,  우쿨렐레 연주자이다. Ayuo 명의로 활동중이다.

## 약력
도쿄 출신으로 어려서부터 부모와 함께 서베를린, 스톡홀름 등에서 거주했다. 뉴욕에서 지낼 무렵 사이키델릭 록, 프로그레시브 록의 영향을 받았다. 75년 도쿄로 돌아와서 이후 아버지의 레코딩을 도운 것이 시작이었다.
1997년부터 음악가로 활동하여 1984년 소니에서 1집을 냈다. 1984년부터 1986년까지 미디 레코드에서 앨범을 냈다. 이후 TV, 연극, 발레 등의 음악 제작했다.
1995년 이후는 AYUO 명의로 다양한 곳에서 녹음했다. 도다이지 쇼소인에 남겨진 악보를 록으로 소화한 Songs from a Eurasian Journey이나 노 (연극) 작품을 재해석한 Izutsu 등이 알려졌다.

## 음반목록
- 『カルミナ』 - Carmina (1984년)
- 『SILENT FILM』 - Silent Film (1985년)
- 『しずかにおきてごらん』 - Shizukani Okitegoran (1985년) ※EP
- 『メモリー・シアター』 - Memory Theatre (1985년)
- 『ノヴァ・カルミナ』 - Nova Carmina (1986년)
- 『SWITCH ON』 - Switch On (1989년) ※くじら、カトゥラトゥラーナとのコンピレーション
- 『青い眼、黒い髪』 - Blue Eyes, Black Hair (1995년)
- 『プライヴェート・テープス1985 - 1995』 - Private Tapes 1985-1995 (1995년)
- 『ヘヴンリィ・ガーデン・オーケストラ』 - Heavenly Garden Orchestra (1995년)
- 『ソングス・フロム・ア・ユーラシアン・ジャーニー』 - Songs from a Eurasian Journey (1997년) / 서울음반에서 발매
- 『イースタン・トラディション』 - Eastern Tradition (1998년)
- 『EARTH GUITAR - 千の春の物語』 - Earth Guitar (2000년)
- Izutsu (2000년[6]) ※アメリカ合衆国からのリリース (TZADIK)
- 『STONED』 - Stoned (2002년)
- Red Moon (2004년) ※アメリカ合衆国からのリリース (TZADIK、太田裕美とのコラボレーション)
- AOI (2005년) ※アメリカ合衆国からのリリース (TZADIK)
- 『絵の中の姿』 - E No Naka No Sugata (What We Look Like In The Picture) (2006년)
- 『dna』 - dna (2009년)

## 관련 인물
- 하이노 케이지
- 존 존
- 피터 해밀 (밴 더 그래프 제너레이터)
- 매디 프라이어 (스틸아이 스팬)